# BQ Aquaris E4.5 Ubuntu Edition
BQ Aquaris E4.5 Ubuntu Edition ist ein Smartphone mit dem freien Betriebssystem Ubuntu. Laut Hersteller-Angabe ist es „das erste Smartphone der Welt mit Ubuntu BS“.

## Technik
Die Größe beträgt 137 × 67 × 9 mm, das Gewicht 123 g.
Das Smartphone verfügt über einen Quad-Core-Prozessor (Cortex A7 bis zu 1,3 GHz MediaTek) und 1 GB RAM. Es können zwei Micro-SIM-Karten gleichzeitig eingesetzt werden. Der interne Speicher von 8 GB kann mit einer microSD-Karte bis max. 32 GB ergänzt werden.
Verbindungen können via WLAN (802.11 b/g/n) oder 2G GSM bzw. 3G HSPA+ hergestellt werden. LTE-Verbindungen sind nicht möglich.

## Software
Das Betriebssystem des Smartphones ist Ubuntu Touch.

## Vertrieb
Verkauft wird das Smartphone von der spanischen Firma Mundo Reader unter dem Marken-Namen BQ.